# Scrupocellaria panamensis
Scrupocellaria panamensis är en mossdjursart som beskrevs av Osburn 1950. Scrupocellaria panamensis ingår i släktet Scrupocellaria och familjen Candidae. Inga underarter finns listade i Catalogue of Life.